# Reinhard Bergmann

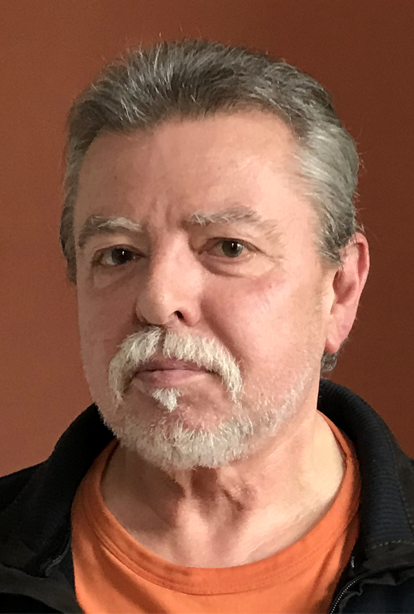
Reinhard Bergmann

Reinhard Bergmann (* 3. Juni 1950 in Warnemünde; † 29. Juli 2021 in Weißenfels) war ein deutscher Maler.

## Leben

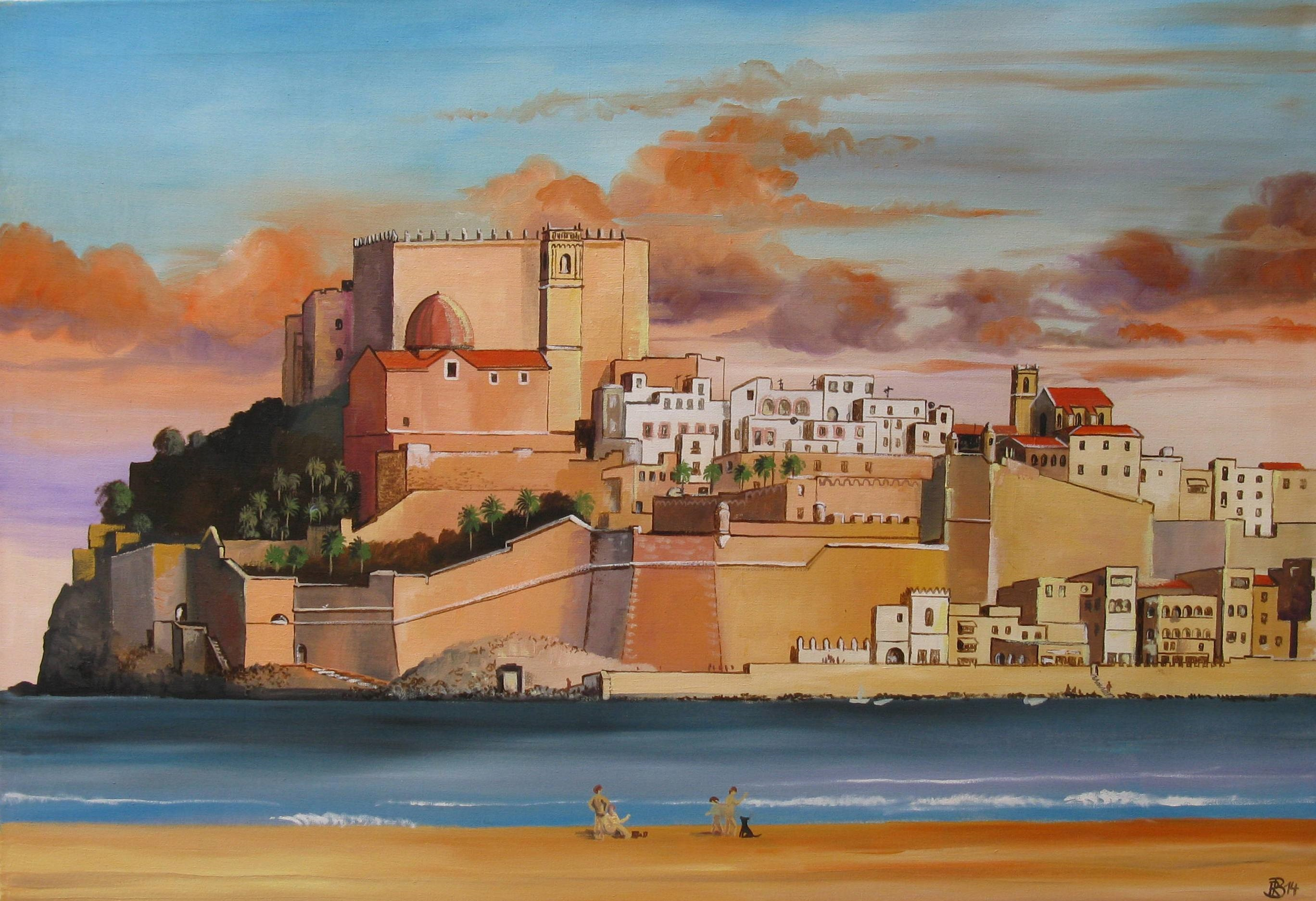
Burg Peñíscola, 2014, Öl/Leinwand, 100 × 70 cm, aus der Serie „Stätten der Templer“

Reinhard Bergmann wurde 1950 in Warnemünde geboren. Nach dem Besuch der Heinrich-Heine-Schule erlernte er von 1965 bis 1968 das Maler- und Lackierhandwerk. Nach dem Absolvieren des 18-monatigen Wehrdienstes setzte er seine Arbeit als Geselle im Lehrbetrieb fort. 1973 begann er den Handwerksmeisterlehrgang.
Nach dessen erfolgreicher Beendigung war Reinhard Bergmann bis 1978 als Leiter der zentralen Ausbildungsstätte des Kreises Rostock tätig. Berufsbegleitend studierte er an der Ingenieurschule für Bauwesen in Magdeburg und erhielt 1982 den Abschluss als Ingenieurpädagoge. Ein weiteres Studium an der Humboldt-Universität in Berlin beendete er 1988 als Diplom-Pädagoge. Während dieses Studiums zog er nach Weißenfels um, wo er bis zur politischen Wende im dortigen Schuh-Kombinat für die Aus- und Weiterbildung zuständig war.
Schon mit Beginn seiner Schulausbildung wurde er von seinem Vater zum privaten Malunterricht bei Robert Langjahr geschickt, wo er die Grundlagen und verschiedene Techniken der Malkunst kennen lernte. Diese erste künstlerische Bildung wurde anschließend im Malzirkel von Armin Münch und Hans-Georg Buggel als dessen Meisterschüler an der Fachschule für angewandte Kunst Heiligendamm fortgesetzt.
Auch während seiner berufspädagogischen Tätigkeit war Reinhard Bergmann gestalterisch auf dem Sektor der bildenden Kunst tätig. Zahlreiche Aktivitäten in der Nachwuchsbildung für Meister sowie eine 18-jährige Lehrtätigkeit auf dem Gebiet der „Stilkunde, Farbenlehre und Gestaltung“ an privaten und Landesbildungseinrichtungen zeugen davon.
Seit 2008 beschäftigte sich Reinhard Bergmann ausschließlich mit bildkünstlerischer Arbeit. Seine Spezialisierung ist die Architekturmalerei des Mittelalters sowie die Darstellungen zu historischen Themen. In aufwändigen und akribischen Recherchen bereitete Bergmann die Themen seiner Malerei vor. Dabei trennte er fiktive Geschichten von historischer Wahrheit und unternahm Reisen zu den tatsächlichen historischen Plätzen und Objekten seines Themas. Er hat alle von ihm in Gemälden dargestellten Objekte aus Europa und Nahost selbst aufgesucht.
Reinhard Bergmann war Mitglied der Deutschen Burgenvereinigung und der Europa Nostra.

## Werke

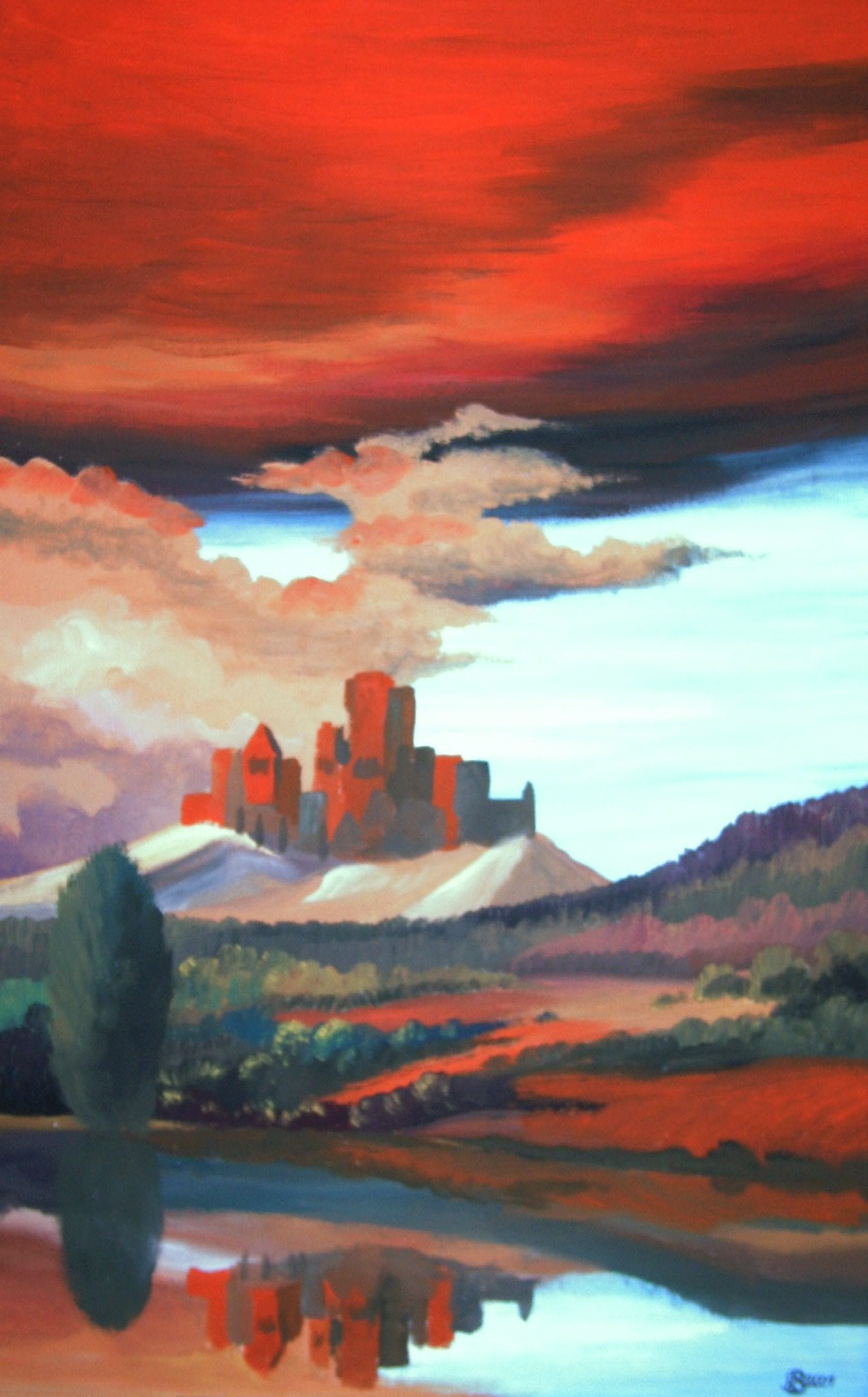
Castellum incognita, 2001, Öl/Leinwand 50 × 80 cm, aus der „Burg-Phantas-Serie“

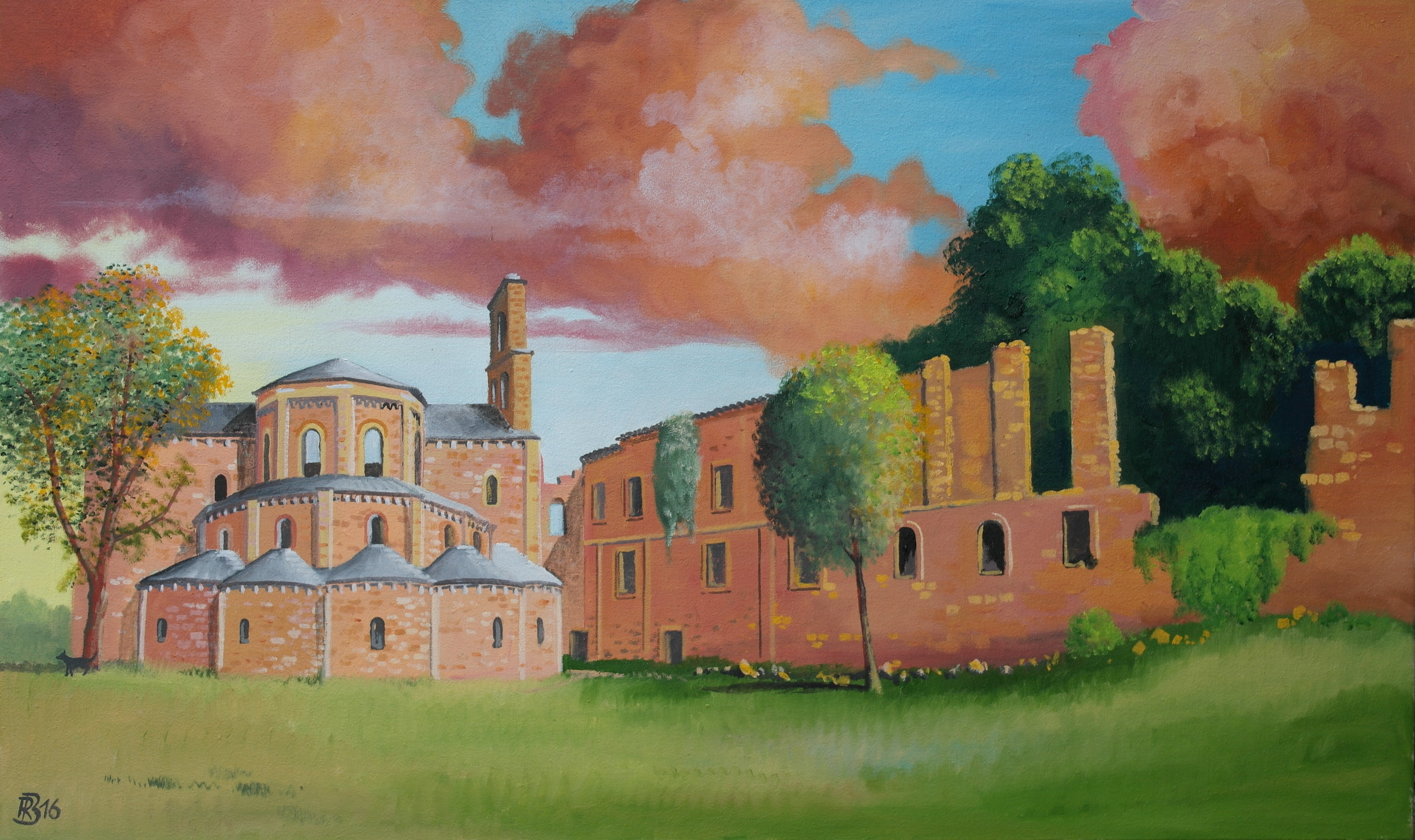
Kloster Moreruela, 2016, Öl/Leinwand 100 × 60 cm, aus der Serie „Stätten der Zisterzienser“

In der frühen Phase seines Schaffens, der Warnemünde-Rostocker Zeit, entstanden Grafiken und Gemälde, die vom maritimen Flair der Ostseeküste mit einem leichten Hang zum Blau geprägt waren. Nach seinem Umzug in die Saale-Unstrut-Region entwickelte sich die Hingabe zu wärmeren Farbtönen und der Dominanz des Orange.
Später zeigte sich seine künstlerische Handschrift vorrangig in mittelformatigen Ölgemälden mit kräftigen Tönen. Sie spiegeln die realistischen Umweltsformen wider, werden aber von seiner expressionistischen Farbwahl und von feinen Konturlinien geprägt. Aufgrund seiner konsequenten Nutzung der Farbe Orange nicht nur in Bildern, sondern auch in seiner Umwelt, war er auch unter dem Beinamen „Der Orangemaler“ bekannt. Reinhard Bergmann schuf rund 100 Gemälde jährlich, die zu Gemäldezyklen zusammengestellt und deutschlandweit ausgestellt wurden.

### Werke-Themen
- Schlösser in Wales, Schottland und in Frankreich
- Zisterzienser- und andere Klöster in Europa
- Gustav Adolf II. in Deutschland
- Orte der Nibelungensage
- Straße der Romanik in Sachsen-Anhalt
- Stätten Wallensteins von Wismar bis Prag
- Stätten des Johanniter-, Templer- und Deutschen Ordens
- Stätten der Reformation (Lutherorte)
- Stätten der Staufer
- Wehrkirchen Transsylvaniens

### Werke im öffentlichen Raum
- Kloster Himmerod, Museum („Zisterzienserkloster Morimond“-Gemälde)
- Höhnstedt (Lutherwegbild)
- Kloster Rühn
- Naumburg, Finanzamt
- Osterwieck, Museum (Stadtkirchengemälde)
- Stadtverwaltungen Coswig, Eckartsberga
- Torgau, Haus der Presse („Stadtpanorama“-Gemälde)
- Warnemünde, Ing.-Schule für Schifffahrt (Wandgemälde 1974)
- Weddin (Großes Kreuzbild)
- Weißenfels, Landratsamt, VHS, Bundeswehr
- Wohlsdorf, Lutherwegkirche (Großes Kreuzbild)

## Ausstellungen
| 2019 | „Stätten der Staufer“ in Wiehe, auf Burg Katzenstein und auf Burg Lichtenberg |
| 2016 | „Stätten der Johanniter“ in Wiehe; „Burgen des Deutschen Ordens“ im Museum der Kreisgemeinschaft Lötzen in Neumünster; „Zisterzienser in Europa“ in Kosterkamp |
| 2015 | „Stätten der Templer“ in Wiehe; „Stätten des Deutschen Ordens“ in Plauen; „Luthers Krieger - Gustav II. Adolf in Deutschland“ in Torgau, „Burgen und Schlösser“ Burg Saaleck                                                                                        |
| 2014 | „Stätten der Johanniter“ in Mirow; „Burgen und Schlösser Europas“ auf Burg Saaleck; Der „Deutsche Orden in Deutschland und Europa“ im Kulturzentrum Ostpreußen Ellingen; „100 Klöster“ im Kloster St. Claren, Weißenfels; „Frankreichs Klöster“ im Kloster Memleben |
| 2013 | „Historische Architektur“ in Torgau; „Zisterzienser in Europa“ im Kloster Himmerod |
| 2012 | „Zisterzienser in Europa“ im Kloster Rühn; „Geistliche Ritterorden“ in Taucha; „Lutherstätten“-Auswahl in der Stadtkirche Jena (Leihgabe aus der Dauerausstellung Höhnstedt)                                                                                        |
| 2011 | Zyklus „Lutherstätten“ in Straach und Höhnstedt; Personalausstellung „Orangemalerei“ in Torgau auf Schloss Hartenfels; Themenausstellung „Zisterzienser in Europa“ in der Klosterkirche Langendorf; Themenausstellung „Wallenstein“ im Schloss Lützen               |
| 2010 | Zyklus „Luther-Stätten“ in Zeitz im Amtsgericht, „Burgen und Schlösser Mitteleuropas“ in Taucha bei Leipzig |
| 2009 | Zyklus „Luther-Stätten“ in Bernburg, Köthen, Höhnstedt und Eisleben; Ausstellung „Dorfkirchen“ in Dommitzsch zur Unterstützung der Mitteldeutschen Kirchenstraße |
| 2008 | „Romanik“-Ausstellung im Kloster Posa |
| 2007 | „Gustav Adolf II.“ – Gemäldezyklus im Schloss Lützen, „Sachsen-Anhalt“ – Ausstellung im Arbeitsgericht Naumburg |
| 2006 | Themenausstellung „Burgen“ im Amtsgericht Zeitz |
| 2005 | IV. Triennale Schloss Neu-Augustusburg Weißenfels |
| 1972 | Ausstellung Heiligendamm |
| 1968 | Ausstellung HWK Rostock |